# Rombaut Backx
 (mai 2020).
Rombaut Backx est un prêtre et prédicateur flamand, né vers 1650 à Malines et mort le 3 juin 1703 à Anvers.

## Biographie
Rombaut Backx suit ses études à l'université de Louvain, obtient le grade de licencié en théologie, et est ordonné prêtre. En 1679, il est nommé curé pléban de la cathédrale d'Anvers, charge qu'il exerce jusqu'à son décès.
Backx se fait une grande réputation d'orateur pour ses prédications.
Compromis dans les troubles religieux que connaissent les Pays-Bas sous Maximilien-Emmanuel de Bavière, il est accusé de jansénisme en 1696 et de révolte contre les ordonnances royales par Mgr Humbert de Precipiano, archevêque de Malines. Backx s'en défend avec succès en présentant une requête justificative devant le Conseil privé.

## Publications
- Sermoonen op de Sondaeghen van het geheel jaer. 1709 (2me édition), 1 vol. in-12
- Sermoonen op de Thien Geboden. 1711 ; 3 vol. in-12
- Vervolg der Sermoonen op de Sondaeghen van het jaer. 1712 ; 3 vol. in-12
- Sermoonen over de bekeeringh van den Sondaer. 1713 ; 4 vol. in-12
- Meditatien op het lyden van Onsen Salighmaeker J. C. 1716 ; 1 vol. in-12, en deux parties
- Sermoonen op de Feestdaegen, oft Heylighdaghen van het jaer. 1726 ; 2 vol. in-12

## Littérature
- Biographie nationale de Belgique, tome I, Académie royale de Belgique